# Hamilton County (Ohio)
Hamilton County ist ein County im US-Bundesstaat Ohio der Vereinigten Staaten. Der Verwaltungssitz (County Seat) ist Cincinnati.

## Geographie
Das County liegt im äußersten Südwesten von Ohio, grenzt im Westen an Indiana, im Süden an Kentucky und hat eine Fläche von 1069 Quadratkilometern, wovon 14 Quadratkilometer Wasserfläche sind. Es grenzt im Uhrzeigersinn an folgende Countys: Butler County, Warren County, Clermont County, Boone County (Kentucky), Kenton County (Kentucky), Campbell County (Kentucky) und Dearborn County (Indiana). Das County ist Teil der Metropolregion Cincinnati.

## Geschichte

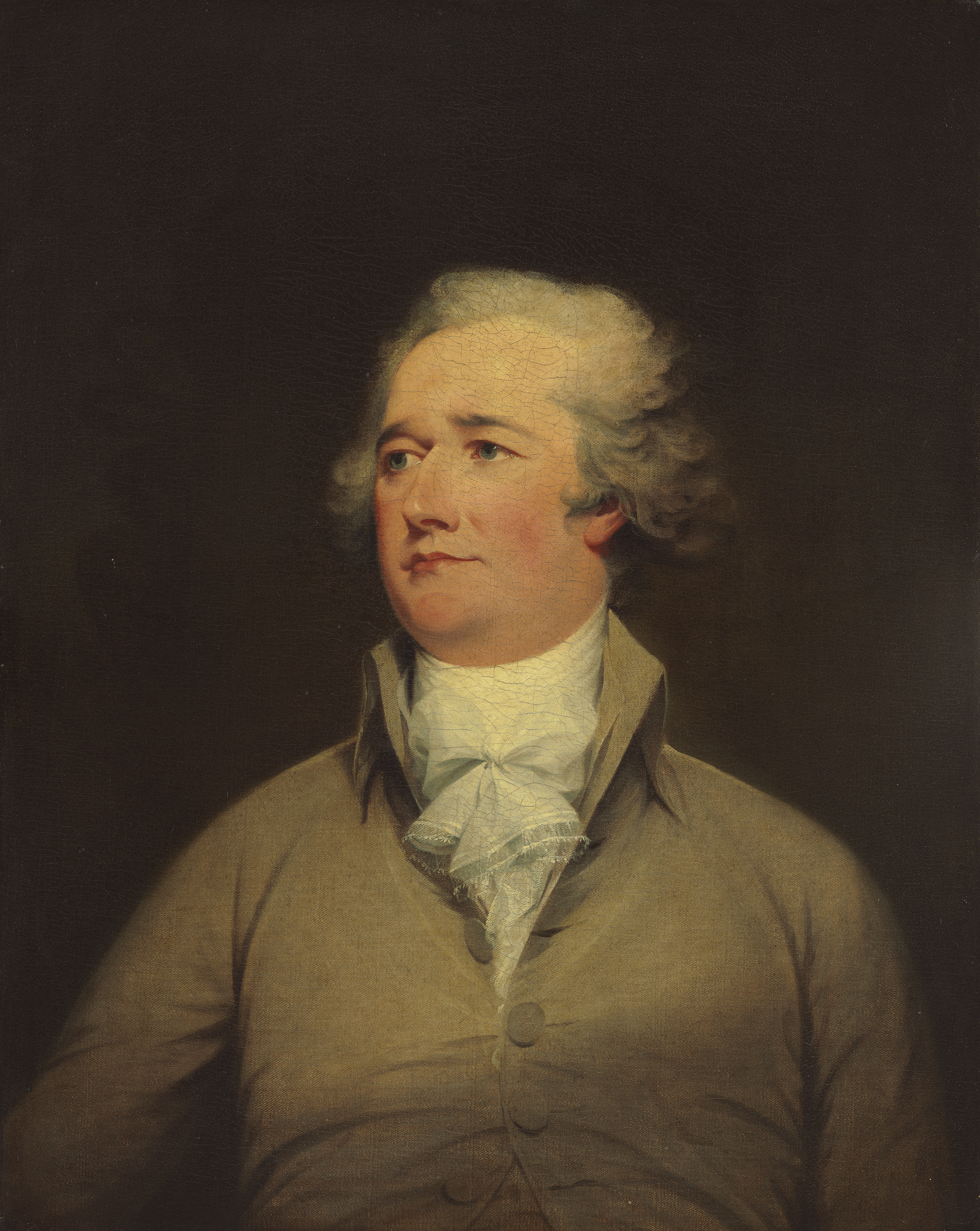
Alexander Hamilton

Hamilton County wurde am 2. Januar 1790 als Original-County aus freiem Territorium gebildet. Benannt wurde es nach Alexander Hamilton, einem nordamerikanischen Politiker, Staatsmann und dem ersten Finanzminister der Vereinigten Staaten.

### Historische Objekte
Cincinnati
- Auf Nummer 1326 der Hopple Street steht die historische Eighteenth District School (auch bekannt als Camp Washington Public School). Das Gebäude wurde 1980 als Denkmal im NRHP aufgenommen (NRHP 80003051).

- Im Gebiet von Cincinnati steht die historisch überdachte Jediah Hill Covered Bridge. Die 1850 errichtete Straßenbrücke befindet sich etwa 11 Kilometer nördlich des Cincinnati Stadtgebiets abseits der U.S. Route 127 auf der Covered Bridge Road. Die Holzbrücke wurde am 28. März 1973 vom National Register of Historic Places als historisches Denkmal mit der Nummer 73001460 aufgenommen.[2]

- In Cincinnati,  an der Madison Road Nummer 3023–3025, befindet sich das historische Twentieth Century Theatre.

- Auf Nummer 2038 der Auburn Avenue, befindet sich die William Howard Taft National Historic Site. Die National Historic Site fungiert heute als Parkgelände und als Museum.[3]

Insgesamt haben 15 Orte im County den Status einer National Historic Landmark. 350 Bauwerke und Stätten des Countys sind im National Register of Historic Places eingetragen (Stand 5. April 2018).

## Demografische Daten

Alterspyramide des Hamilton County

Nach der Volkszählung im Jahr 2000 lebten im Hamilton County 845.303 Menschen in 346.790 Haushalten und 212.582 Familien. Die Bevölkerungsdichte betrug 801 Einwohner pro Quadratkilometer. Ethnisch betrachtet setzte sich die Bevölkerung zusammen aus 72,93 Prozent Weißen, 23,43 Prozent Afroamerikanern, 0,18 Prozent amerikanischen Ureinwohnern, 1,61 Prozent Asiaten, 0,03 Prozent Bewohnern aus dem pazifischen Inselraum und 0,51 Prozent aus anderen ethnischen Gruppen; 1,32 Prozent stammten von zwei oder mehr Ethnien ab. 1,13 Prozent der Bevölkerung waren spanischer oder lateinamerikanischer Abstammung.
Von den 346.790 Haushalten hatten 30,2 Prozent Kinder und Jugendliche unter 18 Jahre, die bei ihnen lebten. 43,4 Prozent waren verheiratete, zusammenlebende Paare, 14,3 Prozent waren allein erziehende Mütter, 38,7 Prozent waren keine Familien, 32,9 Prozent waren Singlehaushalte und in 10,6 Prozent lebten Menschen im Alter von 65 Jahren oder darüber. Die Durchschnittshaushaltsgröße betrug 2,38 und die durchschnittliche Familiengröße lag bei 3,07 Personen.
Auf das gesamte County bezogen setzte sich die Bevölkerung zusammen aus 25,8 Prozent Einwohnern unter 18 Jahren, 9,6 Prozent zwischen 18 und 24 Jahren, 29,7 Prozent zwischen 25 und 44 Jahren, 21,5 Prozent zwischen 45 und 64 Jahren und 13,5 Prozent waren 65 Jahre alt oder darüber. Das Durchschnittsalter betrug 36 Jahre. Auf 100 weibliche Personen kamen 91,1 männliche Personen. Auf 100 Frauen im Alter von 18 Jahren oder darüber kamen statistisch 86,8 Männer.
Das jährliche Durchschnittseinkommen eines Haushalts betrug 40.964 USD, das Durchschnittseinkommen der Familien betrug 53.449 USD. Männer hatten ein Durchschnittseinkommen von 39.842 USD, Frauen 28.550 USD. Das Prokopfeinkommen betrug 24.053 USD. 8,8 Prozent der Familien und 11,8 Prozent der Bevölkerung lebten unterhalb der Armutsgrenze. Davon waren 16,2 Prozent Kinder oder Jugendliche unter 18 Jahre und 8,7 Prozent waren Menschen über 65 Jahre.